# Zoroga
Zoroga – wieś w Botswanie w dystrykcie Central. Według spisu ludności z 2011 roku wieś liczyła 1358 mieszkańców.